# Ruiterskuilen
De Ruiterskuilen zijn twee vennen gelegen in het Ophovenerbos op het Kempens Plateau in de Belgische gemeente Opglabbeek. De vennen worden gekenmerkt door de bruine kleur van het zure water. Het gebied is Europees beschermd als onderdeel van een Natura 2000-gebied ((habitatrichtlijngebied 'Mangelbeek en heide- en vengebieden tussen Houthalen en Gruitrode' (BE2200030).

## Ontstaan
Net als andere vennen in deze regio zijn de Ruiterskuilen ontstaan door zandverstuiving en worden ze uitsluitend gevoed door regenwater. Archeologisch onderzoek heeft aangetoond dat de podzolbodem in de omgeving van de Ruiterskuilen belangrijk patrimonium bevat uit de Steentijd.
In een recenter verleden werd dit ven als pleisterplaats voor paarden gebruikt. In 1798 vonden ondergedoken lotelingen hier een geschikte schuilplaats.
De Ruiterskuilen zijn gelegen in het natuurgebied Duinengordel, en eenvoudig toegankelijk via het wandel- en fietsroutenetwerk.